# Astrangia poculata
Astrangia poculata är en korallart som först beskrevs av Ellis och Daniel Solander 1786.  Astrangia poculata ingår i släktet Astrangia och familjen Rhizangiidae. IUCN kategoriserar arten globalt som livskraftig. Inga underarter finns listade i Catalogue of Life.